# Mahiro Takahashi
Mahiro Takahashi (japanisch 高橋 真広 Takahashi Mahiro; * 26. Juni 2001 in der Präfektur Yamagata) ist ein japanischer Fußballspieler.

## Karriere
Mahiro Takahashi erlernte das Fußballspielen in den japanischen Jugendmannschaften vom FC Yonezawa und Albirex Niigata. Seinen ersten Vertrag unterschrieb er am 1. Januar 2020 bei Albirex Niigata (Singapur). Der Verein ist ein Ableger des japanischen Zweitligisten Albirex Niigata aus Niigata, der in der ersten singapurischen Liga, der Singapore Premier League, spielt. 2020 stand er für den Klub neunmal in der Liga auf dem Spielfeld. Am Ende der Saison wurde er mit Albirex singapurischer Meister. Seine zweite Meisterschaft mit dem Verein feierte er am Ende der Saison 2022. Nach der Meisterschaft und insgesamt 30 Erstligaspielen pausierte er von Januar 2023 bis Mai 2023. Ende Mai 2023 ging er nach Kambodscha, wo er in der Hauptstadt Phnom Penh einen Vertrag beim Erstligisten Boeung Ket Angkor unterschrieb. Nach 28 Ligaspielen wechselte er im Juni 2024 zum ebenfalls in der ersten Liga spielenden Kirivong Sok Sen Chey. Nach elf Ligaspielen wurde sein Vertrag Ende 2024 nicht verlängert.

## Erfolge
Albirex Niigata (Singapur)
Singapurischer Meister: 2020, 2022